# Boreopiophila tomentosa
Boreopiophila tomentosa är en tvåvingeart som beskrevs av Frey 1930. Boreopiophila tomentosa ingår i släktet Boreopiophila, och familjen ostflugor. Arten har ej påträffats i Sverige.